# Ataque a la Academia de policía de Quetta
El Ataque a la Academia de policía de Quetta, tuvo lugar en esta ciudad, en el distrito de Baluchistán, en el oeste de Pakistán. Tuvo lugar el 24 de octubre de 2016 cuando tres terroristas armados con explosivos, asaltaron esta academia en la cual fallecieron más de 60 personas y 3 atacantes, además de por lo menos 100 heridos. Este asalto fue reivindicado por los talibanes paquistaníes y el grupo Estado Islámico (El). El ataque ocurrió apenas tres meses después de una matanza en un hospital de la misma ciudad en que fallecieron 72 personas. La región de Baluchistán lleva contabilizados con este atentado 362 muertos en el año 2016 en una zona fronteriza con Afganistán e Irán que se ha convertido en un escenario habitual de violencia entre grupos separatistas, talibanes y yihadistas.

## Reacciones
Tras conocer lo ocurrido, el primer ministro de Pakistán Nawaz Sharif y el jefe del ejército Raheel Sharif, viajaron a Quetta en donde participaron de los rezos funerarios y mantuvieron reuniones a puerta cerrada de las cuales no fueron revelados más detalles.
El sistema de Naciones Unidas en Pakistán condenó el mismo día los ataques perpetrados a través de la coordinadora humanitaria interina de Naciones Unidas en Pakistán Angela Keamey quien se manifestó profundamente entristecida por la pérdida de vidas y calificó el ataque al centro de entrenamiento como inhumano y totalmente injustificable.

## Honores
El atentado en el que perdieron la vida 60 cadetes y un capitán de la policía paquistaní provocó la declaración de tres días de luto oficial y la celebración de funerales en diversas ciudades del país de donde eran originarios los caídos.